# Вассар, Артур Карлович
Артур Карлович Вассар (эст. Artur Vassar, 18 ноября 1911, имение Кёнхоф, Теальский приход, ныне волость Сангасте, Валгаский уезд Эстонии — 17 июля 1977, Таллин) — эстонский советский учёный в области историографии и археологии. Член-корреспондент Академии наук Эстонской ССР (1961).

## Биография
Окончил Тартуский университет (1939).
После присоединения Эстонии к СССР занял осторожную позицию и сохранил должность ассистента в университете. Смог работать и при немецкой оккупации, в 1942—1943 гг. хранитель университетского археологического музея.
В 1944 году защитил докторскую диссертацию «Камень Нурмси в Эстонии и развитие могильников-тарандов» (эст. Nurmsi kivikalme Eestis ja tarandkalmete areng). При наступлении советской армии предпринял неудачную попутку бежать на запад на лодке, но был задержан.
Вернулся в Тарту, продолжил работу в Тартуском университете и в Институте истории Академии наук Эстонии, где с 1947 года был заведующим сектором. В 1961 году избран членом-корреспондентом Академии наук Эстонской ССР.
По словам Ханса Крууса, Вассар создавал новую советскую концепцию истории.
Создал научную школу.
Жил в Таллине, Бульвар Ленина, «Дом академиков».
Скоропостижно скончался. Похоронен на Лесном кладбище Таллина.